# Възвишение
Възвишението е вид форма на релефа. Тя представлява немного висока част от равна земна повърхност (до 200 метра надморско равнище спрямо нивото от, което започва) със зоаблена изпъкнала форма на релефа.
Обикновено се употребява като термин, с който трябва да се направи характеристика на дадена местност. Възвишението може да бъде както със стръмни склонове, така и с полегати (до 30°). Делят се на акумулативни (еолови, речни, ледникови) и ерозионни (остатъчни).
Думата „възвишение“ е синоним на думите баир, хълм, височина, издигнатина, но тази земна земна форма обхваща много по-обширна територия.